# Waterbird Society
La Waterbird Society, precedentemente nota come Colonial Waterbirds Society, è una società ornitologica con sede negli Stati Uniti, incentrata sul comportamento, sull'ecologia e sulla conservazione degli uccelli acquatici. Fu fondata nel 1976 come Colonial Waterbird Group, in seguito chiamata Colonial Waterbird Society nel 1986 e acquisendo il suo nome attuale nel 1999. Pubblica la rivista Waterbirds, con il sottotitolo The International Journal of Waterbird Biology. Concede due premi internazionali, il premio Robert Cushman Murphy per l'eccellenza nelle scienze aviarie e il premio Kai Curry-Lindahl per l'eccellenza nella biologia della conservazione. La Waterbird Society fa parte dell'Ornithological Council.